# Arno Fern
Arno Fern (geboren am 8. Mai 1938 in Fürth; gestorben am 2. Juli 2015) war ein deutscher Wirtschaftsingenieur und Vorstandsmitglied sowie Geschäftsführer der Israelitischen Religionsgemeinschaft Württembergs (IRGW).

## Leben
Arno Fern kam kurz nach seiner Geburt mit seiner Familie nach Stuttgart. Dort eröffnete sein Vater ein Textilunternehmen.
Während der Zeit des Nationalsozialismus flüchtete seine Mutter mit ihm und seiner Schwester nach Frankreich. Sie wurden im südfranzösischen Kloster Monsac versteckt und überlebten dort die Shoa. Sein Vater wurde als „Staatenloser“ aus Deutschland ausgewiesen und flüchtete nach Polen und dann in die Sowjetunion. Nach dem Krieg ging er zunächst nach Polen. Die Familie kehrte dann – nach einem Jahr in Israel – nach Deutschland zurück.
Arno Fern studierte in Berlin Wirtschaftsingenieurwesen und schloss sein Studium 1966 mit dem Diplom als Wirtschaftsingenieur ab. 
Von 1991 bis 2003 war Arno Fern hauptamtlicher Geschäftsführer der IRGW. Über Jahrzehnte war er Mitglied der Repräsentanz (seit 1970) und bis 1991 ehrenamtliches Mitglied des Vorstands der IRGW. Seit dem Tod seines Vaters war er darüber hinaus ehrenamtlicher Synagogenvorsteher der jüdischen Gemeinde Stuttgart. Dort widmete er sich besonders der Integration neu zugewanderter Juden.
2003 wurde er für sein Wirken im christlich-jüdischen Dialog mit der Otto-Hirsch-Medaille der Stadt Stuttgart ausgezeichnet.
Arno Fern war verheiratet und Vater zweier Töchter.